# Monarque (papillon)
Pour les articles homonymes, voir Monarque (homonymie).
Danaus plexippus
Espèce
Statut de conservation UICN

EN : En danger
Le monarque (Danaus plexippus) est une espèce de papillons de la famille des Nymphalidae (sous-famille des Danainae), principalement américaine.
Ce grand papillon est célèbre pour ses migrations de grande ampleur en Amérique, où il se déplace par groupes de millions d'individus sur des distances pouvant atteindre 4 000 km, deux fois par an, d'août à octobre vers le sud (surtout au Mexique), et au printemps vers le nord. Les écailles des ailes jouent un rôle crucial dans la migration, par un effet de tampon aérodynamique qui diminue le frottement,.

## Noms vernaculaires
- En français : le monarque, plus rarement le grand monarque[4] ou le monarque américain[5].
- En anglais : monarch butterfly ou simplement monarch, et parfois common tiger, wanderer ou black veined brown[6].

## Description

### Papillon
L'imago du monarque est un grand papillon, dont l'envergure varie de 8,6 à 12,4 cm, pour une masse d'environ 0,5 g. Les ailes et le corps sont légèrement plus petits au sein des populations qui ne migrent pas. Ses motifs alaires consistent en un fond orangé, veiné (les nervures étant surlignées de noir) et bordé de noir, l'apex et la bordure des ailes étant ornés d'une double rangée de points blancs. L'apex des ailes antérieures est noir, avec des taches blanches et orange. Le dessous des ailes est similaire, mais avec l’apex jaune brunâtre, les taches blanches plus grandes pour les ailes antérieures, et une couleur de fond plus pâle pour les ailes postérieures. Les pattes antérieures noires ne sont pas adaptées à la marche. La tête et le thorax sont eux aussi noirs, pointillés de blanc.
Au stade adulte, le monarque présente un dimorphisme sexuel. Les mâles sont plus grands que les femelles, mais leurs ailes sont plus minces. Ils présentent une teinte orangée plus éclatante. Sur la face dorsale de leurs ailes postérieures, les mâles portent une androconie, une tache sur la nervure centrale. Les femelles n'ont pas cette tache, mais présentent une nervure plus large.
Il existe une forme rare de monarques qui sont blancs au lieu d'être orange. Ce phénotype, appelé nivosus, a été observé en Australie, en Nouvelle-Zélande, en Indonésie et aux États-Unis. Il représente généralement seulement 1 % des individus, à l'exception d'Oahu, une île de Hawaï, où le phénotype nivosus a déjà représenté près de 10 % des individus. Cette coloration est due à une homozygotie pour un allèle récessif d'un gène impliqué dans la production de la myosine.

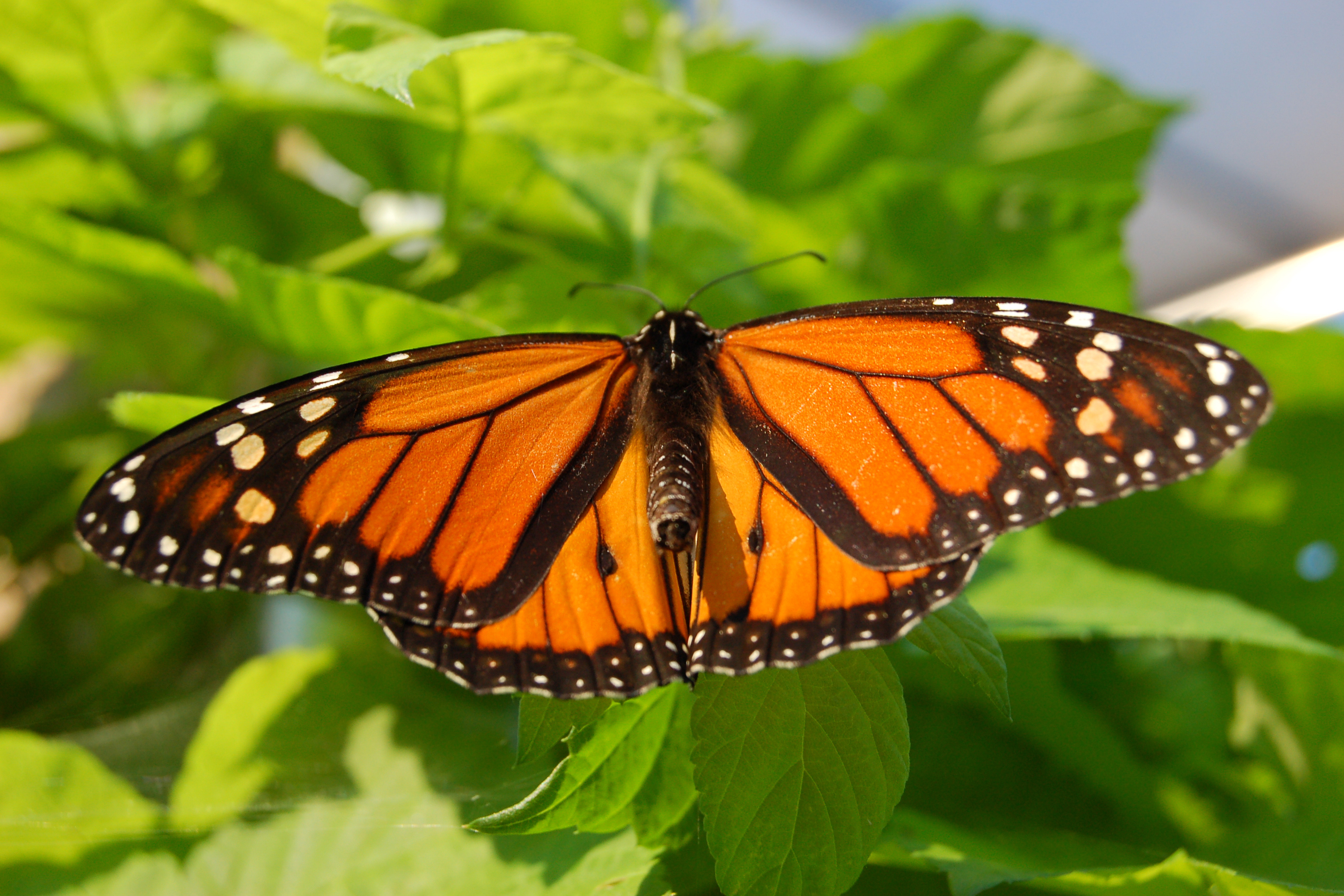
Imago mâle déployant ses ailes pour attirer une femelle.
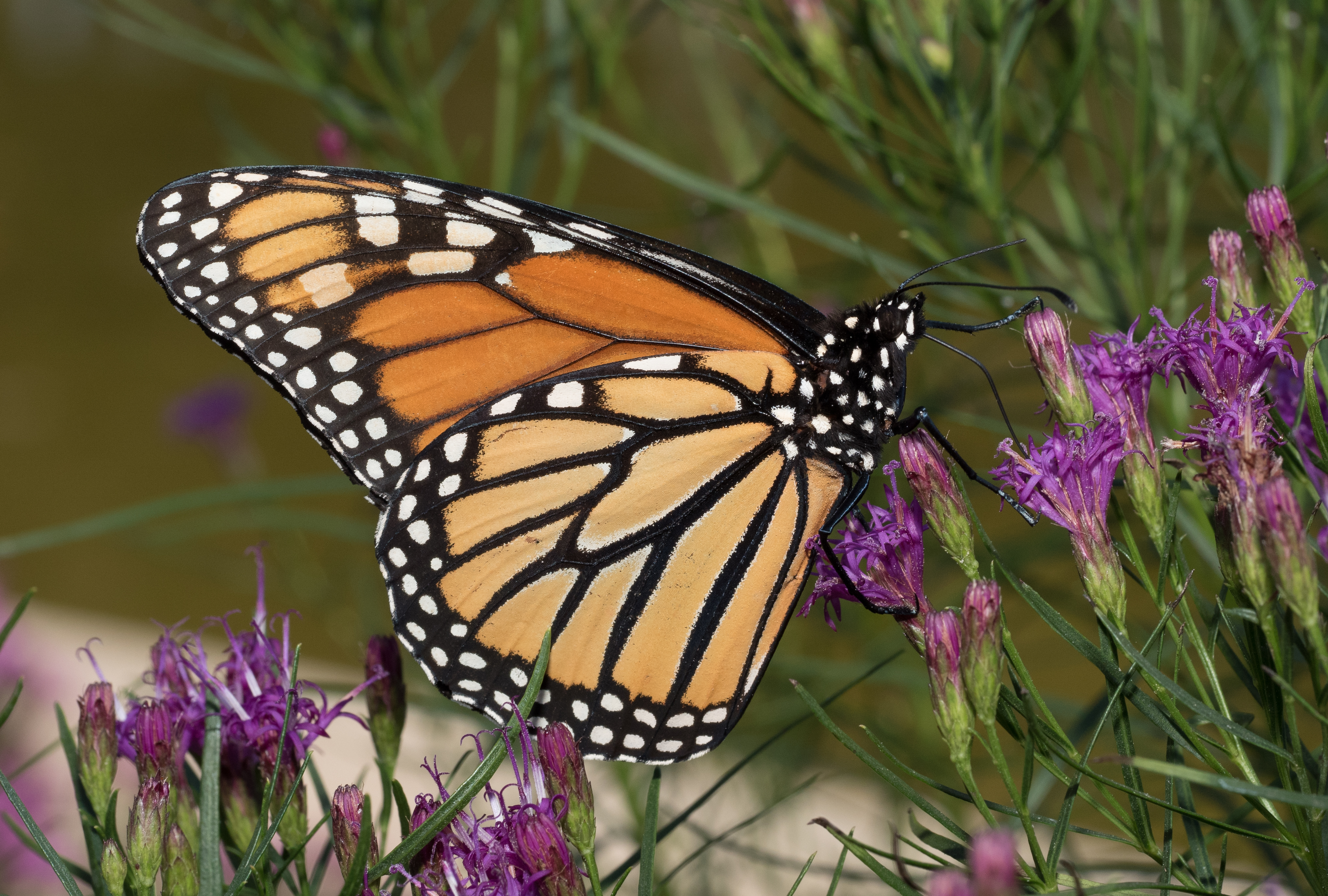
Vue du dessous des ailes.
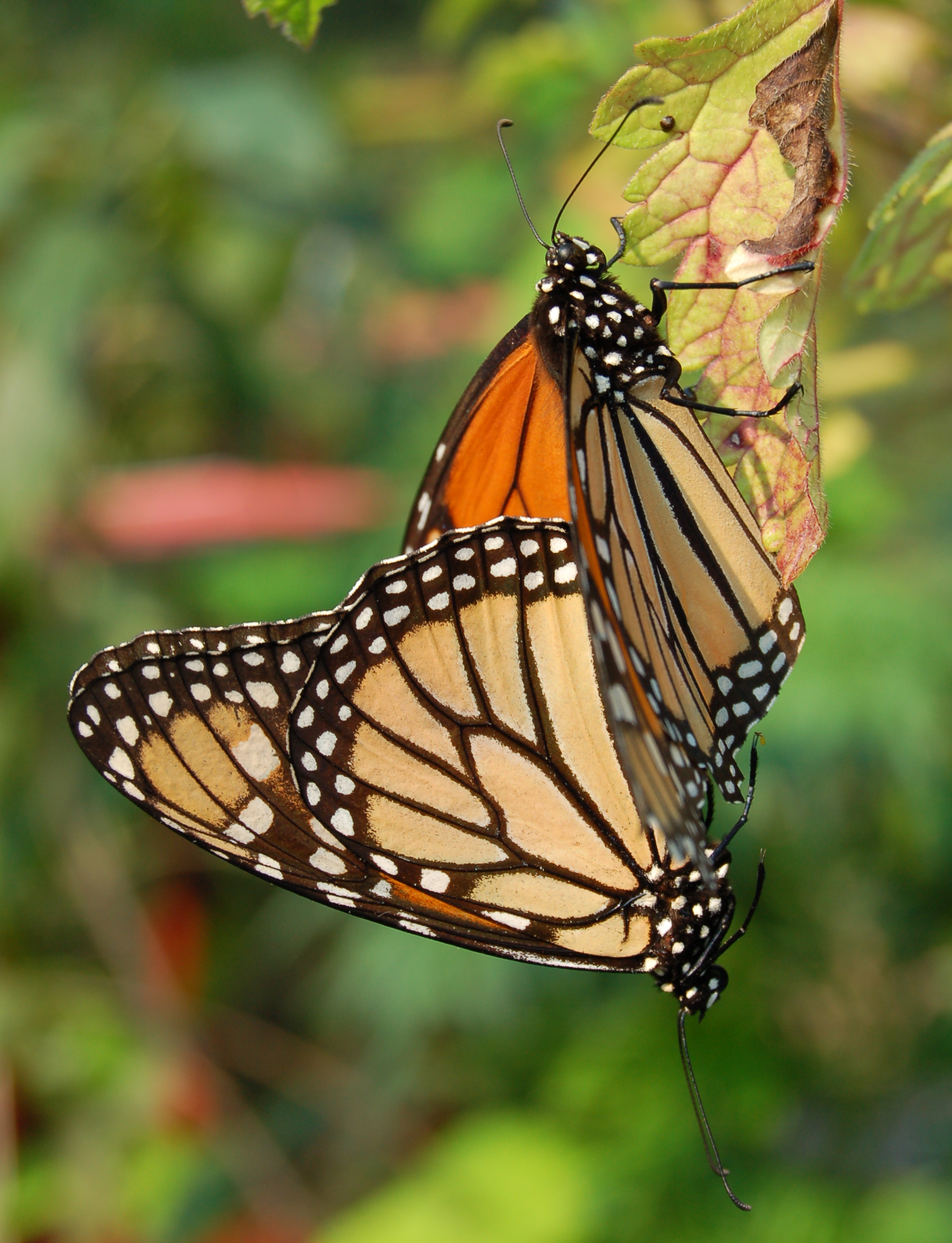
Accouplement.
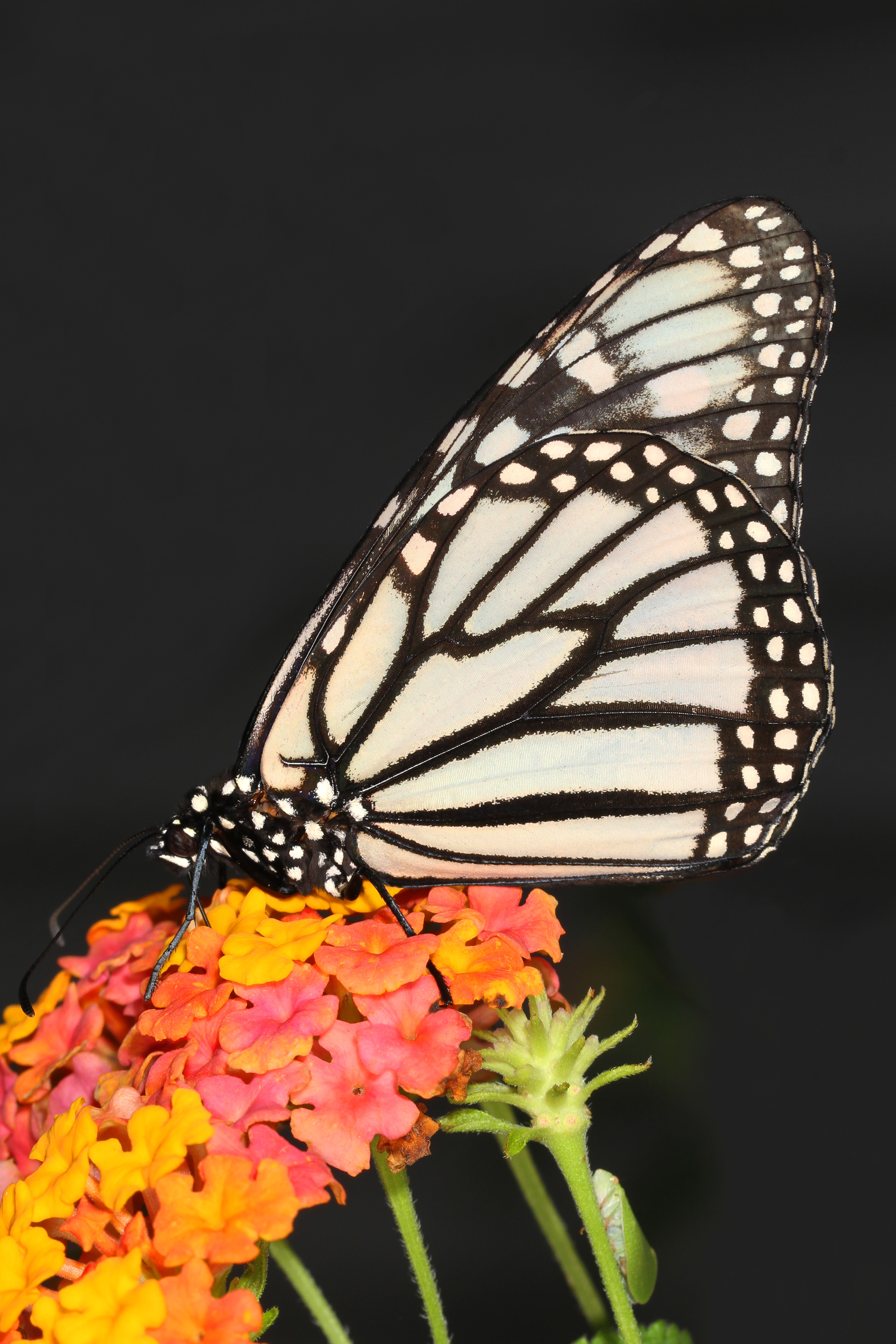
Forme blanche nivosus.

#### Espèces ressemblantes

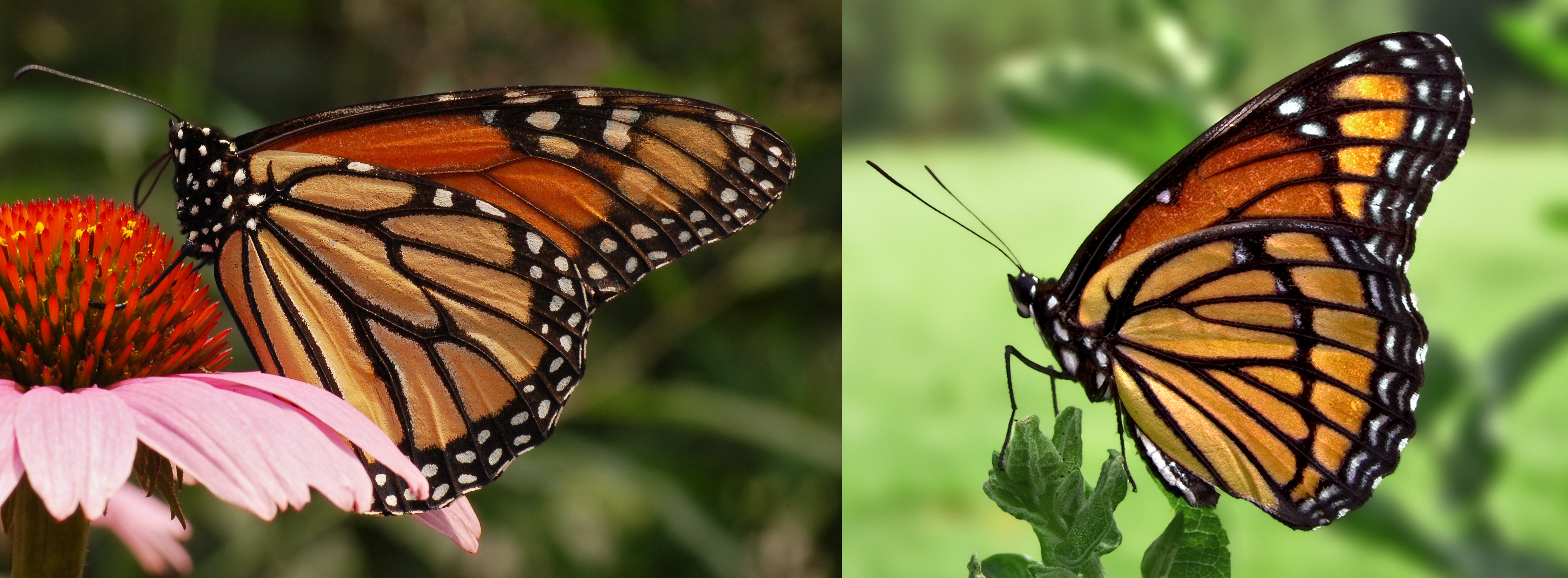
Comparaison du monarque (à gauche) et du vice-roi (à droite). Il s'agit d'un cas de mimétisme mullérien.

Le vice-roi (Limenitis archippus) a des motifs similaires au monarque, mais il est plus petit (envergure de 5,3 à 8,1 cm) et ses ailes postérieures portent une bande transversale noire (voir image ci-contre). Pendant plus de cent ans, on a supposé que cette similitude était un cas de mimétisme batésien, c'est-à-dire que le vice-roi était évité par les prédateurs parce qu'il ressemble à une espèce indigeste, en l'occurrence le monarque. Toutefois, une analyse rigoureuse a montré qu'il s'agit en fait d'un cas de mimétisme mullérien, dans lequel les deux espèces sont indigestes, leur ressemblance renforçant ainsi leur protection contre la prédation.
Le papillon-reine (Danaus gilippus), congénère du monarque, ressemble aussi à ce dernier, surtout par sa face ventrale. Les deux espèces peuvent être confondues là où leurs aires de répartition se chevauchent, c'est-à-dire en Amérique centrale, dans le nord de l'Amérique du Sud et le sud de l'Amérique du Nord.
Enfin, certaines vanesses ressemblent très superficiellement au monarque : c'est le cas de la belle-dame (Vanessa cardui), dont la face dorsale présente les mêmes couleurs mais des motifs différents, et qui est de taille nettement inférieure.

### Chenille
La chenille du monarque passe par cinq stades, séparés par des mues, avant de former une chrysalide. À chaque stade, la chenille est plus grosse qu'au précédent. En sortant de l'œuf, la jeune chenille est vert pâle et translucide. Elle ne porte pas de motif ni de filament. Elle mesure de 2 à 6 mm de long et 0,5 à 1,5 mm de large. C'est après avoir mué une première fois que la chenille arbore le motif typique de bandes noires, blanches et jaunes. Une paire de filaments noirs apparait à chaque extrémité du corps. Après la deuxième mue, les bandes colorées sont plus distinctes et les filaments sont plus longs. Les pattes se différencient en une petite paire près de la tête et deux autres paires plus grosses à l'arrière du thorax. Après la troisième mue, la chenille porte des taches blanches sur les fausses pattes arrière. Au dernier stade de la chenille, qui vient après la quatrième mue, les motifs sont plus complexes, les taches blanches sur les fausses pattes sont toujours présents et les pattes avant sont très près de la tête. À ce stade, la chenille mesure de 2,5 à 4,5 cm de long et de 5 à 8 mm de large.

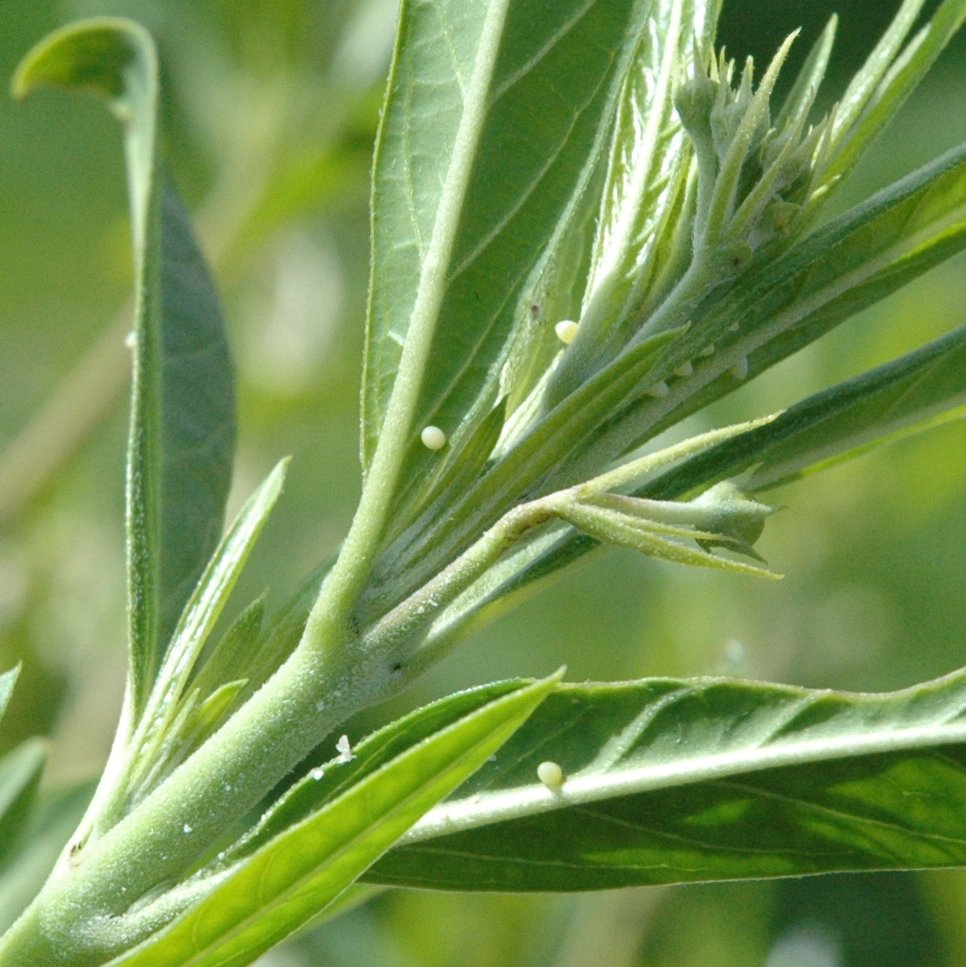
Œufs sous les feuilles d'un arbre à ballon (Asclepias physocarpa)
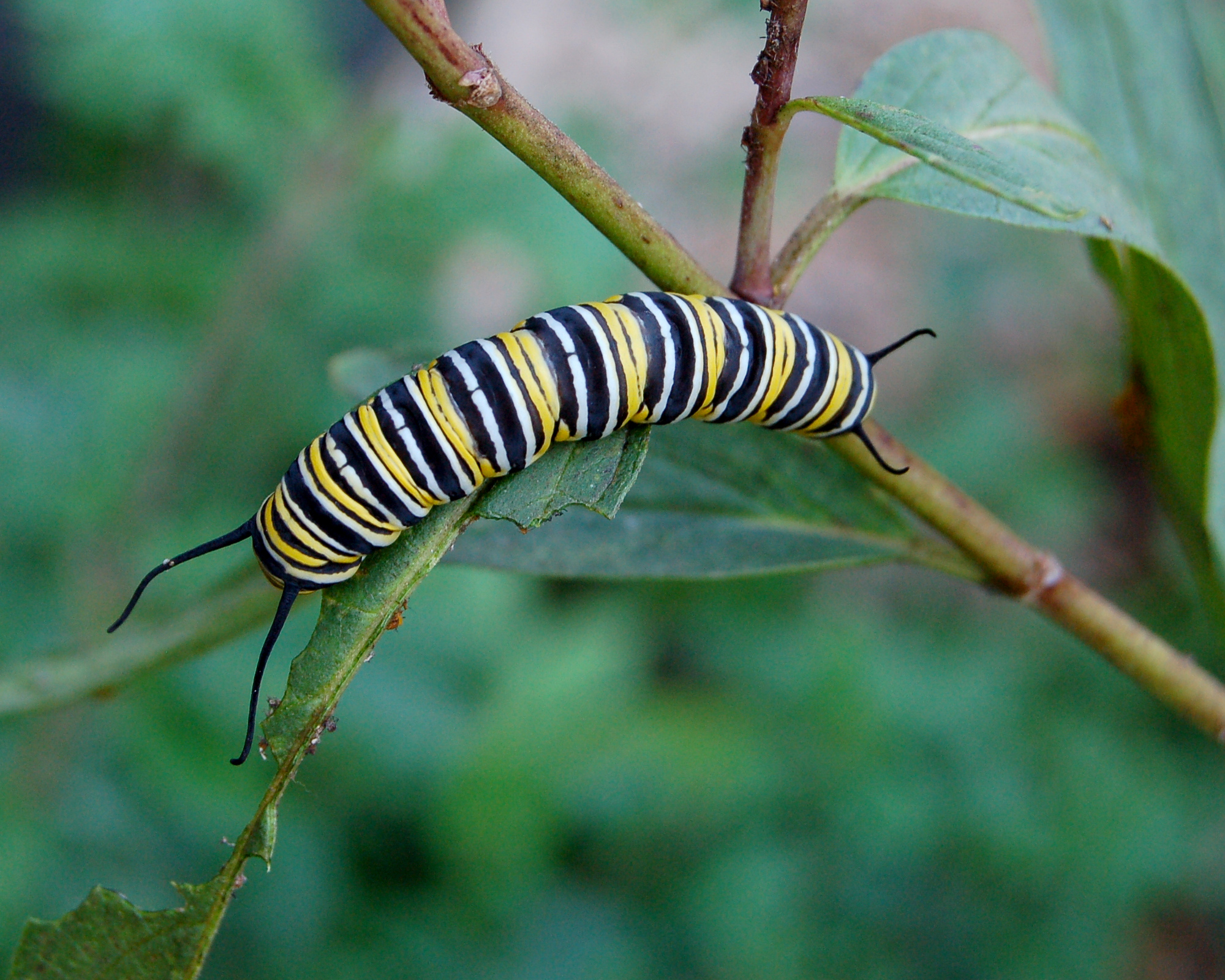
Chenille de monarque se nourrissant
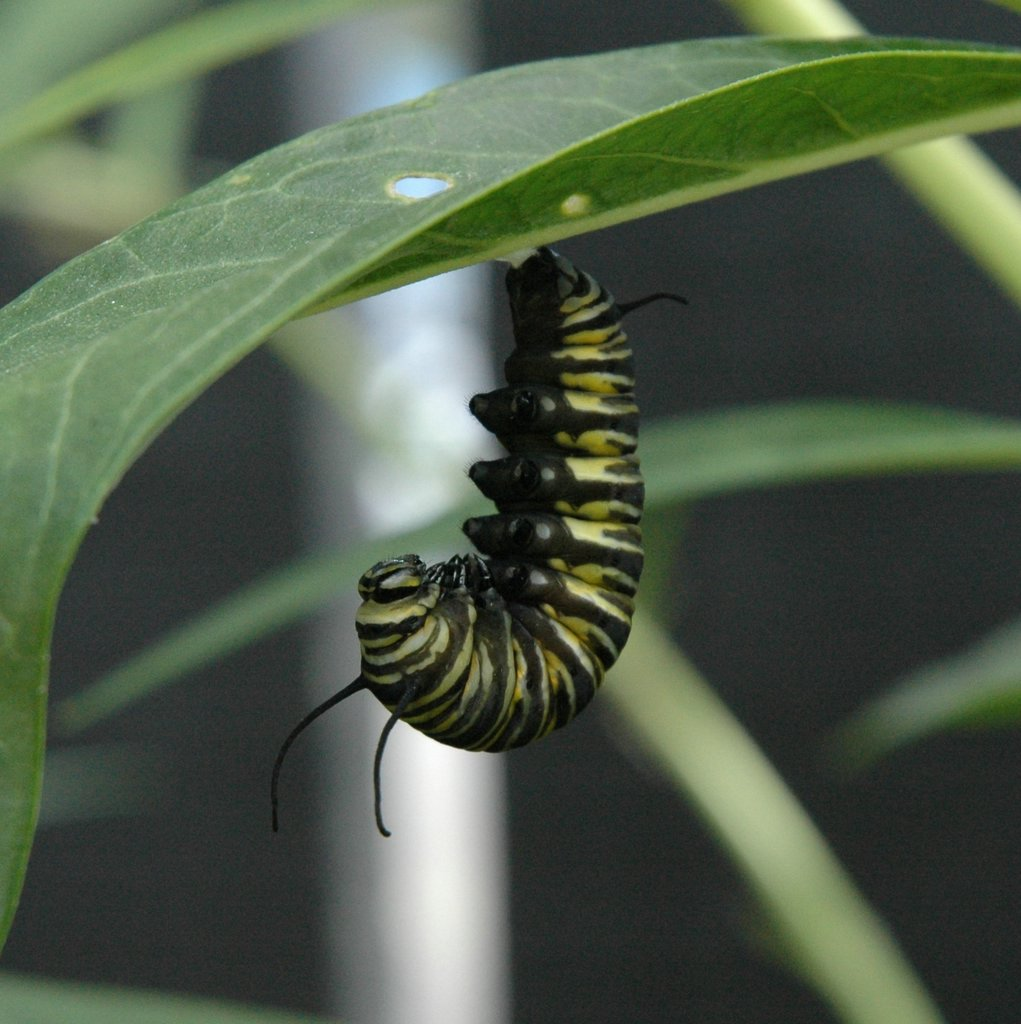
Début de la fabrication de la chrysalide
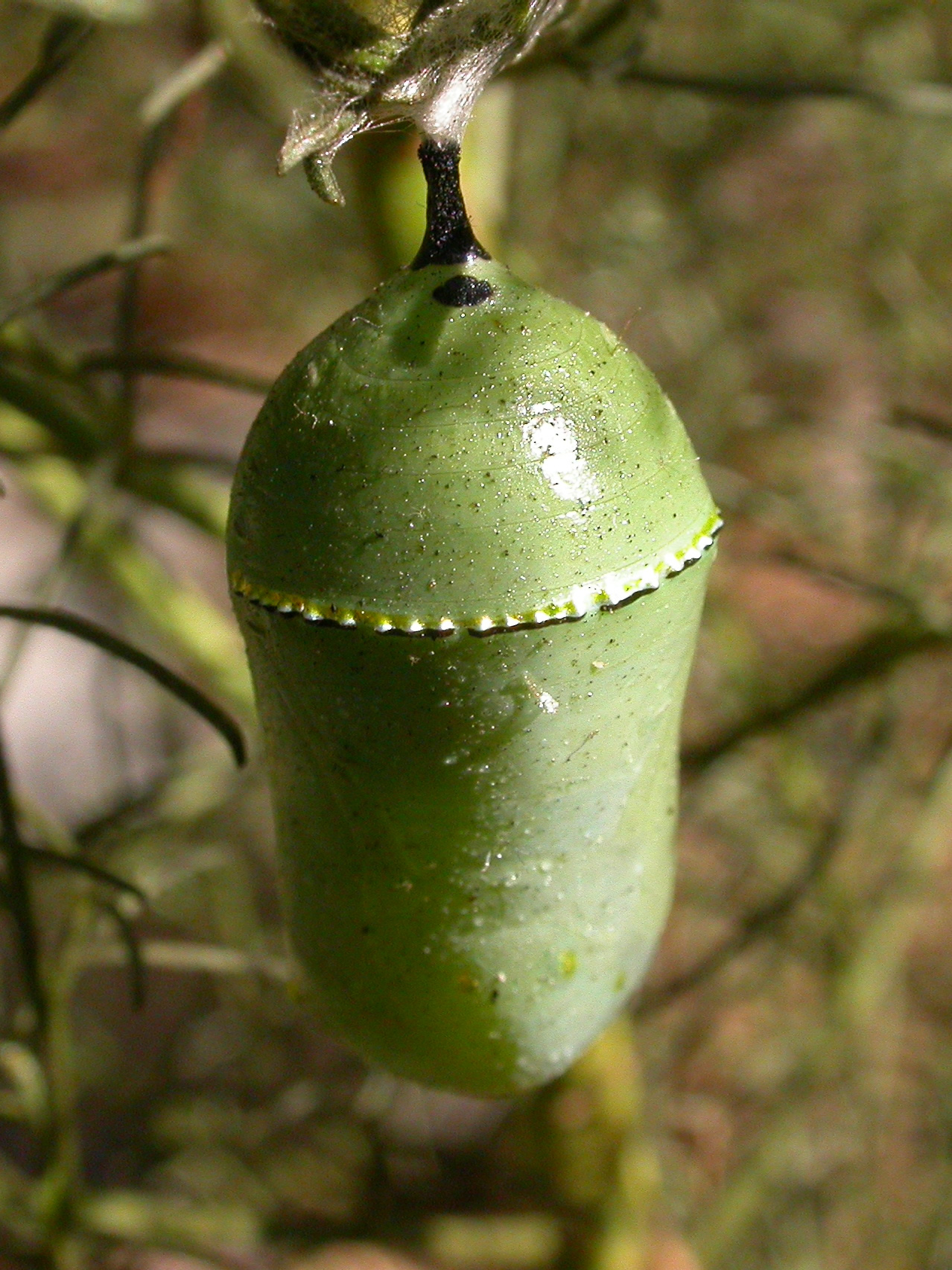
Chrysalide du monarque

## Biologie

### Aposématisme et prédation
Les couleurs vives de cette espèce, tant au stade larvaire (chenille) qu'au stade adulte (imago), sont supposées être un signal d'avertissement pour d'éventuels prédateurs, phénomène appelé aposématisme. Les œufs sont pondus sur des plants d'asclépiades, qui contiennent des alcaloïdes et des cardénolides toxiques pour de nombreux animaux mais pas pour le Monarque. La résistance du Monarque au glucoside produit par les asclépiades, qui bloque la pompe sodium-potassium (une enzyme responsable du retour ou du maintien au repos des cellules excitables) chez la plupart des animaux, est due à des mutations de cette enzyme qui présente alors une très faible affinité pour le glucoside. À la suite de l'éclosion de son œuf, la chenille consomme les feuilles d'asclépiade, séquestre et emmagasine les cardénolides (un stéroïde), ce qui la rend indigeste pour ses prédateurs vertébrés, les oiseaux principalement.
Malgré ce poison, le monarque est consommé par divers prédateurs tels que certaines guêpes (dont Trichogramma pretiosum (sv)), certains oiseaux (notamment le cardinal à tête noire, l'oriole d'Abeillé et certains gros-becs), des mammifères comme la souris à oreilles noires et même un nématode (Steinernema carpocapsae (en)). Les orioles, après avoir mangé le papillon, vomissent le poison, mais la plupart des autres prédateurs sont immunisés, par un mécanisme analogue à celui qui induit la résistance du Monarque (des mutations sur différents sites de la pompe sodium-potassium).

### Phénologie

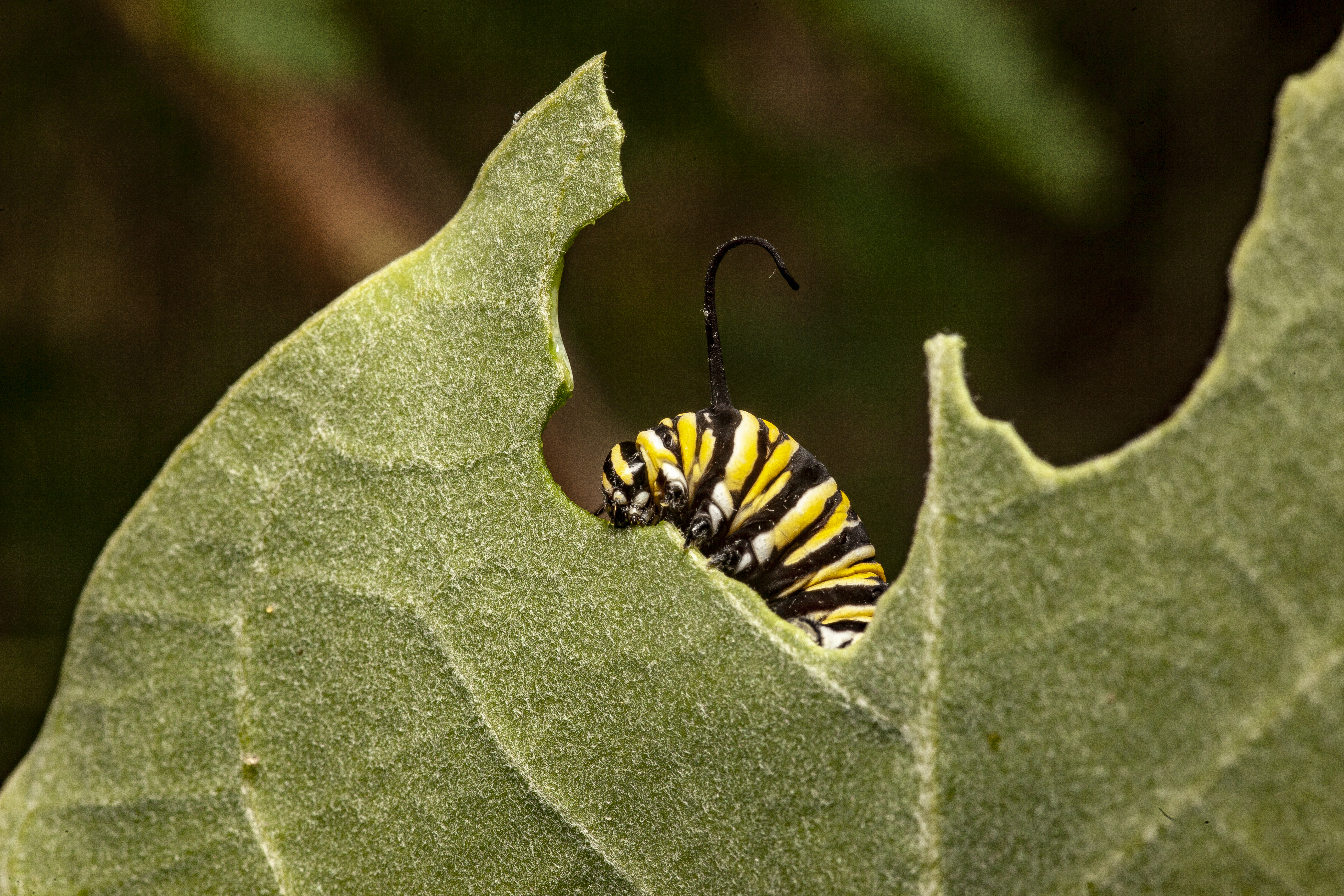
Chenille de Monarque dévorant un arbre à soie

Multivoltin, le monarque produit plusieurs générations par an, dont les imagos successifs sont principalement visibles d'avril à octobre, et observe une diapause de la fin de l'automne au printemps.

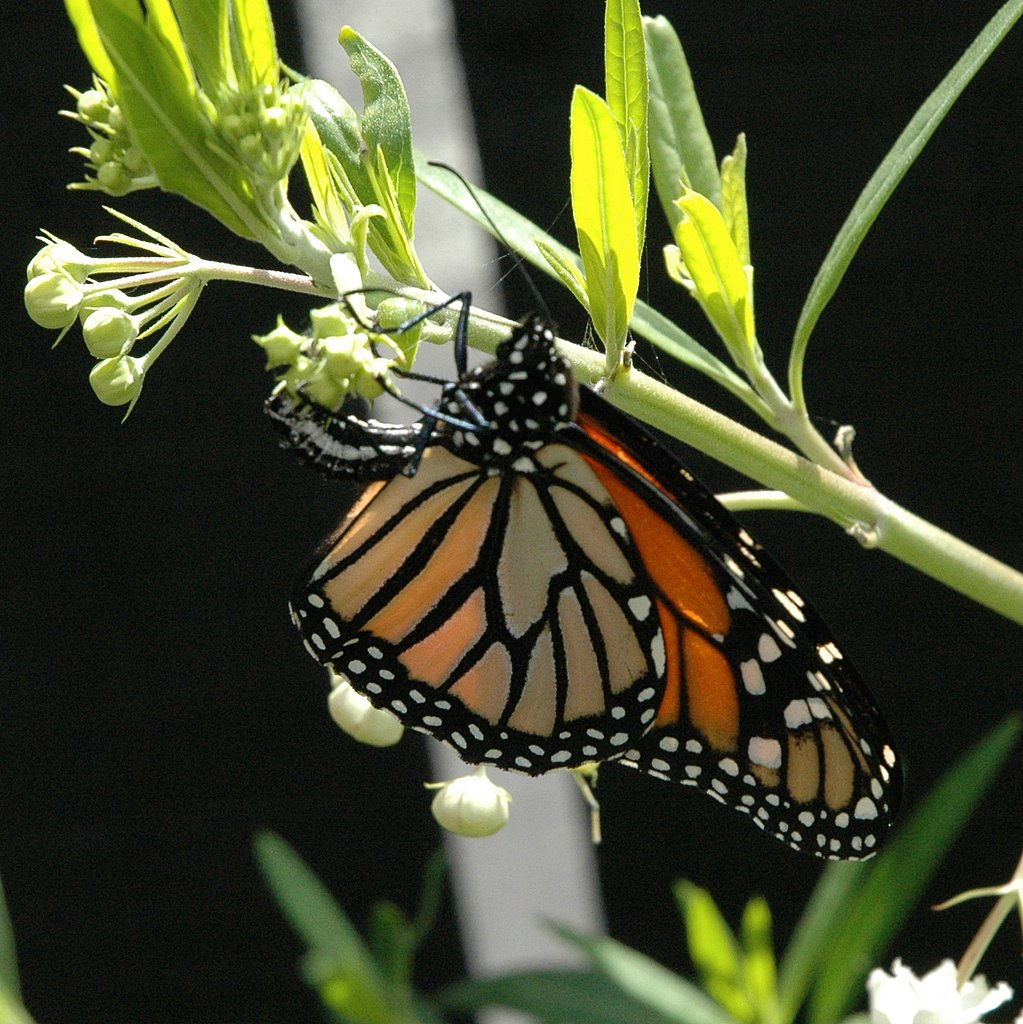
Ponte.
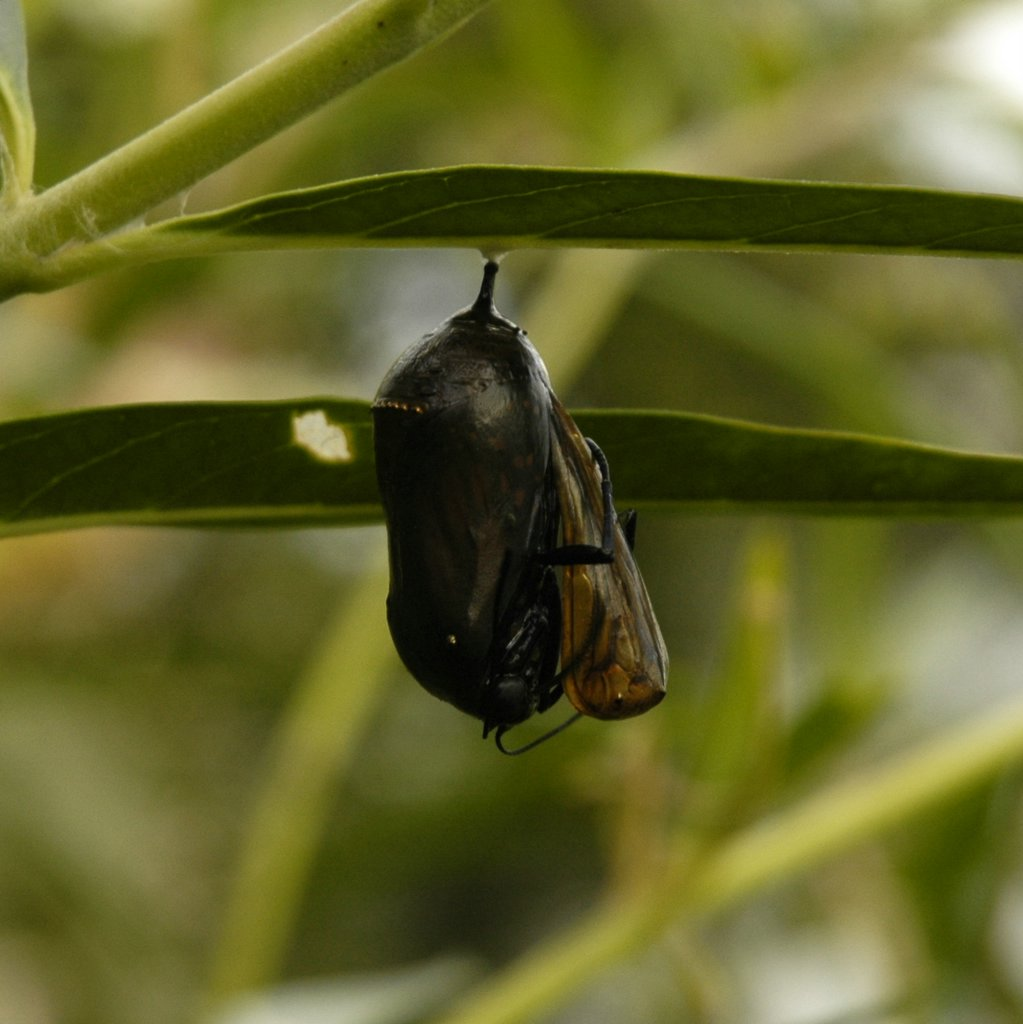
Début de l'émergence (sortie de la chrysalide).
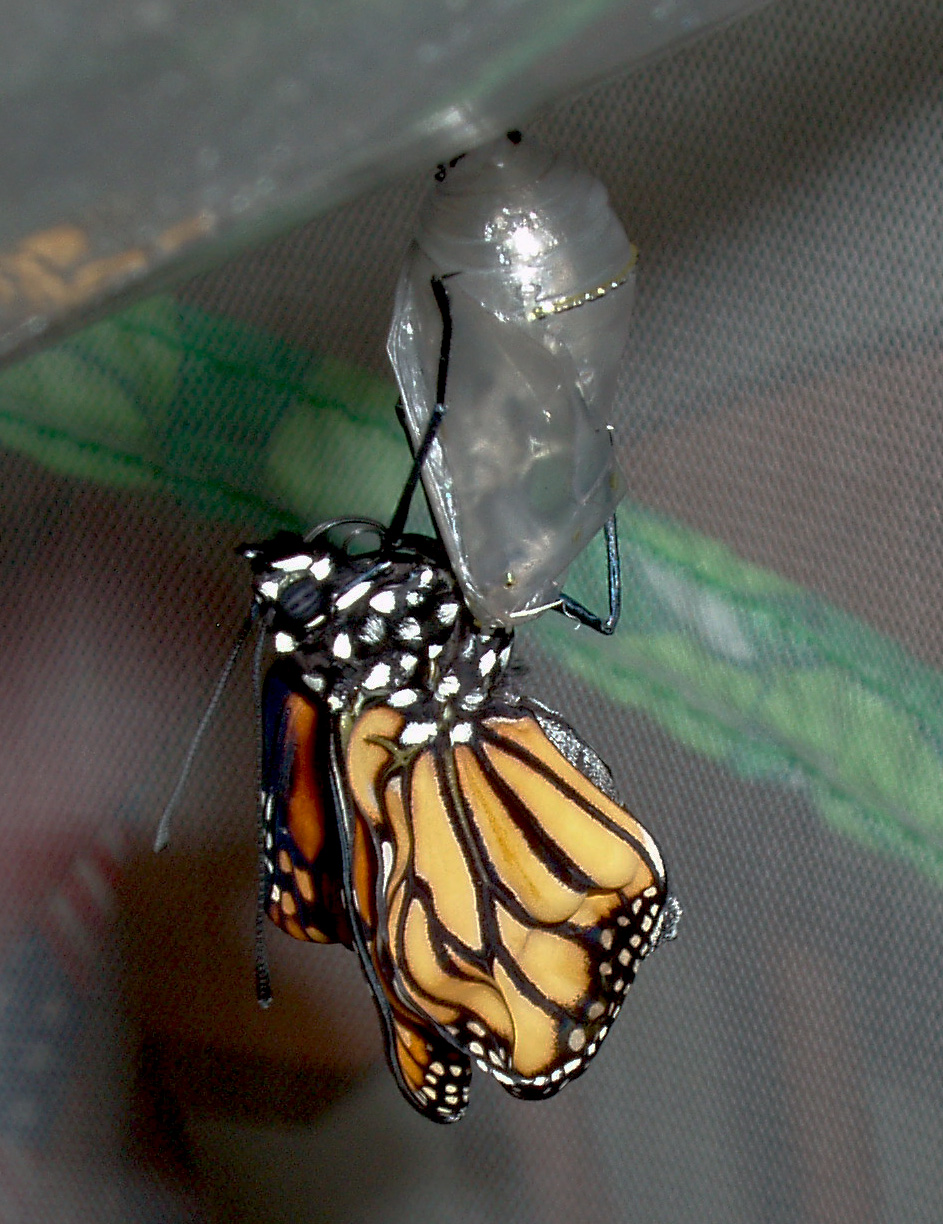
Déploiement des ailes.
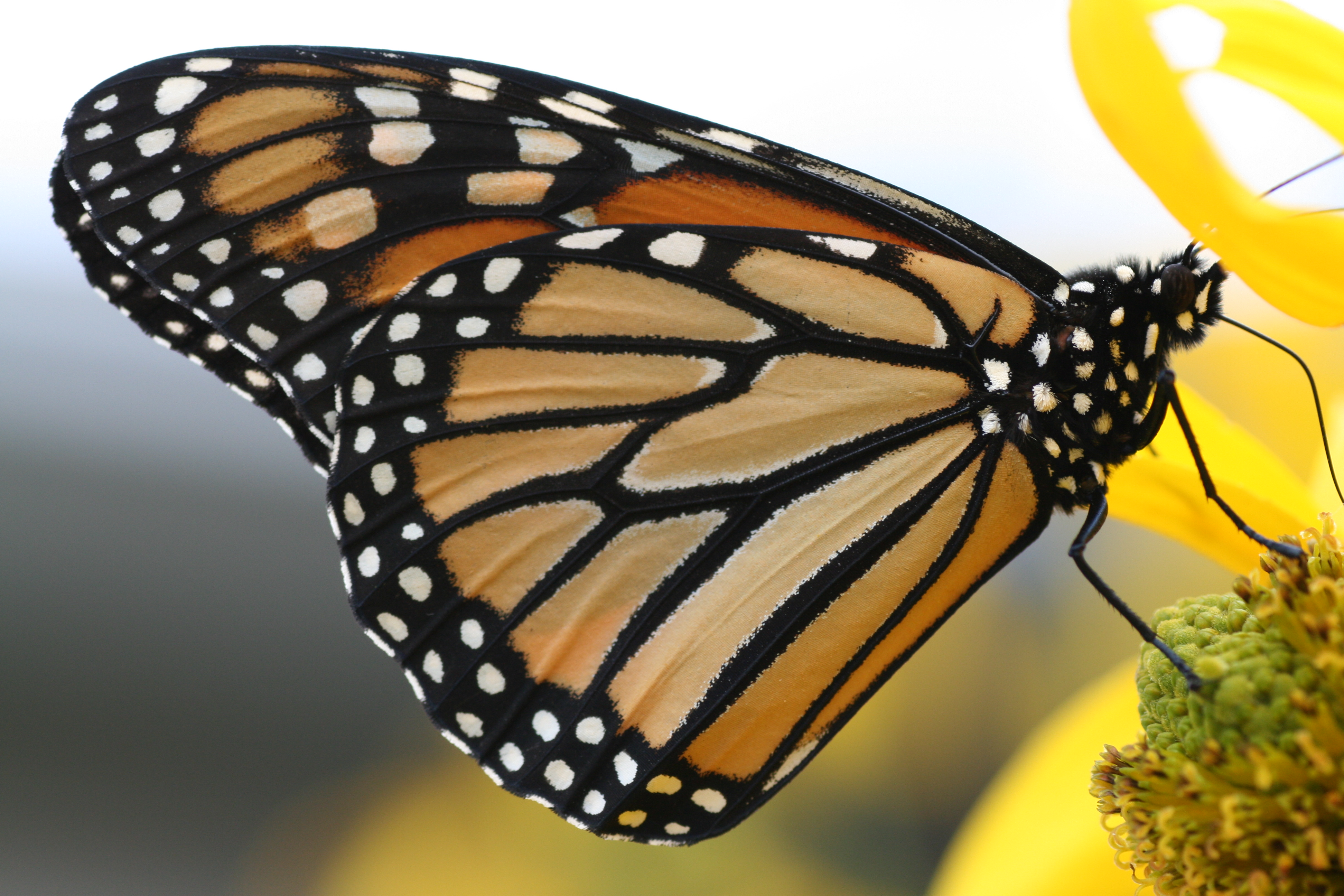
Imago.

### Plantes-hôtes

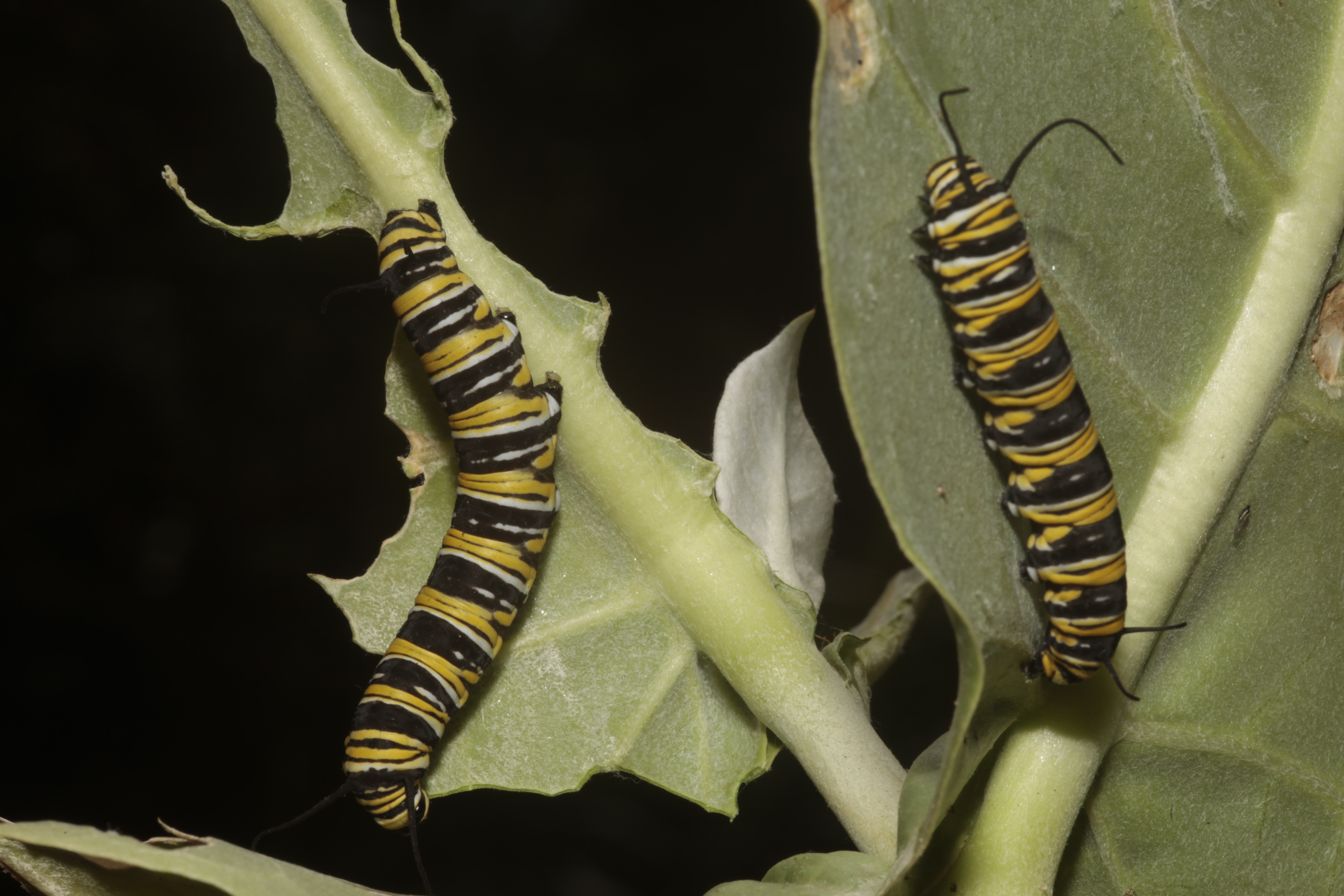
Chenilles de Monarque

La chenille accepte de très nombreuses plantes-hôtes, surtout des asclépiades (Asclepias amplexicaulis, A. cordifolia, A. curassavica, A. eriocarpa, A. exaltata,  A. fascicularis, A. fruticosa, A. grandiflora, A. humistrata, A. incarnata, A. lanceolatum, A. mexicana, A. nitida, A. nivea, A. phytolaccoides, A. purpurascens, A. rotundifolia, A. rubra, A. semilunata, A. speciosa, A. sullivanti, A. syriaca, A. tomentosa, A. tuberosa, A. verticillata), mais aussi des  Araujia (Araujia hortorum, A. sericifera), Cynanchum dalhousieae, Ceropegia intermedia, Stephanotis floribunda, Raphistemma pulchellum, Calotropis gigantea, Calotropis procera, des Gomphocarpus (Gomphocarpus arborescens, G. fruticosus, G. physocarpus), Gonolobus laevis, Gonolobus rostratus, des Marsednia, Matelea reticulata, Oxypetalum coeruleum, Stapelia variegata et Stapelia grandiflora.

## Distribution et migrations

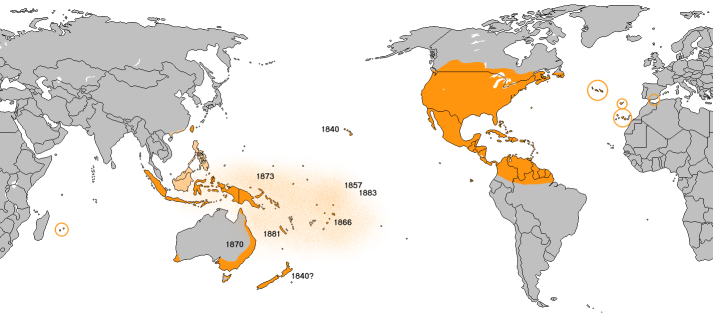
Distribution du Monarque

### Aire de répartition
Espèce ubiquiste, le monarque est présent dans une grande partie de l'Amérique du Nord (atteignant au nord le 50e parallèle), aux Antilles, en Amérique centrale et dans le nord de l'Amérique du Sud (il est remplacé plus au sud par Danaus erippus), mais aussi dans plusieurs îles éloignées de l'Amérique, par exemple aux îles Canaries, à Hawaï, en Australie, en Nouvelle-Zélande, en Nouvelle-Guinée, en Nouvelle-Calédonie et jusqu'aux Mascareignes,.
En Europe, il est observé en tant que migrateur occasionnel aux Açores et au Portugal, et il est un migrateur exceptionnel en France, en Grande-Bretagne et en Irlande.

### Biotopes
Ses biotopes sont divers, suivant les saisons. Il se plaît dans toute l'Amérique, mais passe l'hiver dans des forêts de sapins sacrés de l'État de Michoacán, au Mexique.

### Migration

Carte des migrations du Monarque

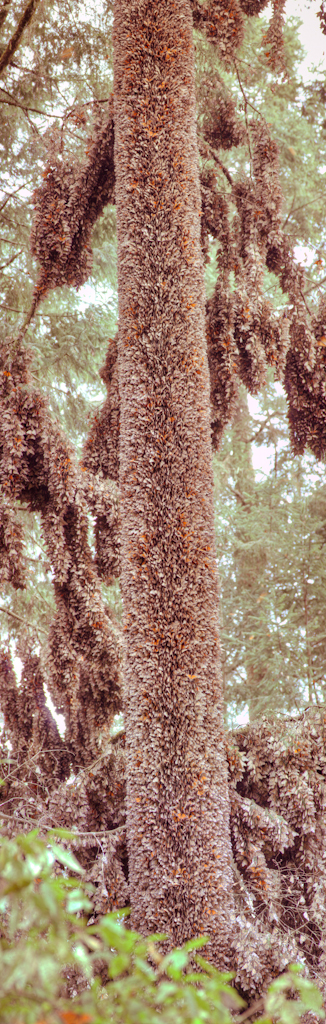
Un très grand nombre de papillons monarques se reposant sur un arbre au Mexique.

Les papillons monarques migrent de septembre à novembre à partir de leur habitat de plus d'un million de km2 en Amérique du Nord et partent vers la Sierra Nevada mexicaine, où ils se rassemblent sur moins de 20 hectares dans les hautes forêts de l'État du Michoacán pour passer l'hiver. Lors de leur migration, ils se retrouvent chaque année aux mêmes lieux de repos et forment de grandes colonies pendant la nuit. Lorsque les températures sont basses et les vents forts, les papillons monarques se rapprochent et forment des colonies encore plus grandes. Les papillons sont tellement nombreux qu'il est possible de les entendre voler. Lorsque la température est inférieure à 10 °C, les papillons de nuit ne peuvent pas voler et, si le temps n'est pas favorable, ils se reposent également pendant la journée. En cas d'ensoleillement et au-dessus de 13 °C, ils peuvent poursuivre leur migration. Pour la migration du Canada vers le Mexique, les papillons monarques ont besoin de huit à dix semaines, ceux des régions plus méridionales de quatre à six semaines. En moyenne, ils parcourent environ 80 à 120 kilomètres par jour. Au cours de leur migration, de nombreux papillons monarques meurent. À certains endroits, les rives des grands lacs sont jonchées de papillons morts. En tout les papillons vont parcourir en moyenne 4 000 kilomètres.
L'un des aspects les plus curieux de la migration des monarques est que leur voyage du sud au nord se fait en plusieurs générations, alors que le voyage du nord au sud se fait en une seule. Les monarques naissant en automne entrent dans une phase de diapause, ce qui leur permet de survivre toute la durée de l'hiver. Cela leur permettra de migrer de la région des grands lacs et du sud de la Californie vers l'état du Michoacán au Mexique, où ils vivront à l'état d'inactivité dans des forêts de sapins sacrés (ou oyamel). Les monarques y sont présents en nombre si important qu'on ne peut parfois même plus distinguer la moindre parcelle d'écorce où ils se posent. Les monarques se regroupent en essaims la nuit et prennent leur envol le jour, si la température est suffisamment élevée.
Arrivés au Mexique, les papillons pondent leurs œufs sur des aslépiades et meurent. Leurs descendants reprennent alors la migration, cette fois vers le nord et les générations successives remontent progressivement le continent jusqu'à l'automne.
Tout ce cycle est nécessaire pour que les monarques prennent des forces pour la reproduction qui aura lieu en mars, juste avant de prendre leur envol pour le nord. Ce voyage prendra plusieurs générations. La durée de vie normale d'un monarque est d'environ deux mois l'été, et de plus de sept mois pour la forme hivernale.
Les raisons de cette migration et comment les papillons retrouvent le même lieu que leurs prédécesseurs après plusieurs générations demeurent partiellement énigmatiques. On sait que le monarque utilise un genre de boussole solaire situé dans son cerveau moyen, et des horloges circadiennes localisées dans ses antennes,. Des chercheurs ont montré qu'une légère baisse de température est le signal pour entamer la migration vers le nord.

## Systématique
L'espèce Danaus plexippus a été décrite en 1758 par l'entomologiste suédois Carl von Linné, sous le nom initial de Papilio plexippus, et avec pour localité type Kendall, dans l’État de New York aux États-Unis.
Elle est l'espèce type du genre Danaus Kluk, 1780.
Plusieurs sous-espèces ont été décrites, :
- Danaus plexippus plexippus, présente en Amérique du Nord,
- Danaus plexippus leucogyne (Butler, 1884), présente aux îles Vierges des États-Unis,
- Danaus plexippus megalippe (Hübner, [1826]), présente en Amérique du Sud,
- Danaus plexippus nigrippus (Haensch, 1909), présente en Équateur,
- Danaus plexippus portoricensis (Clark, 1941), présente à Porto Rico,
- Danaus plexippus tobagi (Clark, 1941), qui est sédentaire aux Antilles.

## Le monarque et l'humain

### Menaces et protection

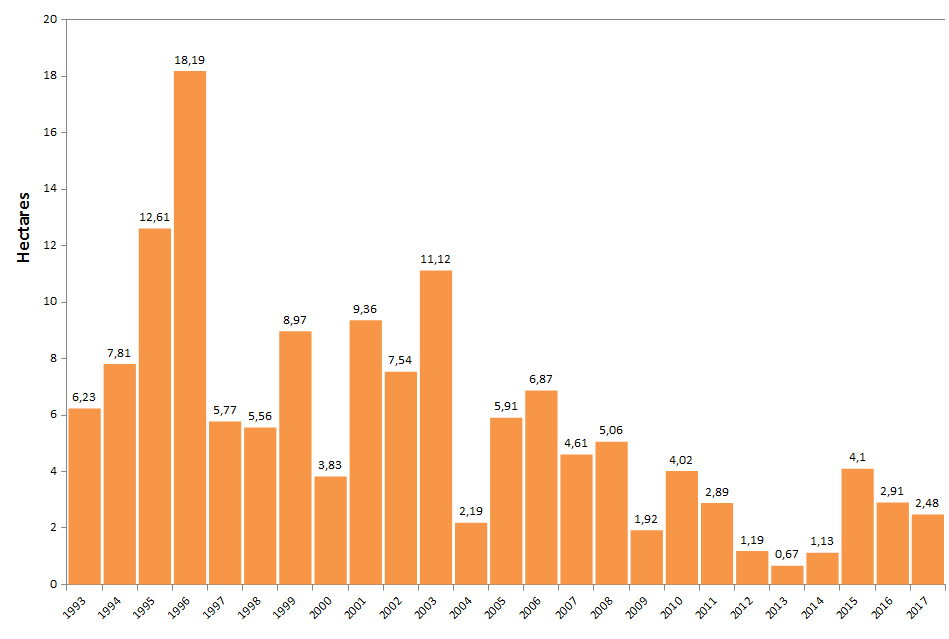
Superficie occupée par le Monarque (population migratrice de l'est) dans les aires d'hivernage au Mexique de 1993 à 2018.

Étant donné la diminution importante des populations de monarques observée au Mexique et en Californie depuis les années 1990, la situation de l'espèce préoccupe plusieurs groupes environnementaux et gouvernements. En juillet 2022, le monarque migrateur (Danaus plexippus plexippus) est ajouté à la liste rouge de l'Union internationale pour la conservation de la nature. Au Canada, le Monarque dispose du statut légal d'espèce en péril,. Aux États-Unis, l'espèce est en évaluation pour déterminer si elle sera inscrite à l'Endangered species act.
La perte d'habitats de reproduction due à la diminution de l'abondance des asclépiades associée à l'usage d'herbicides est considérée comme l'un des principales causes du déclin du monarque. La perte de sites d'hivernage et les changements climatiques contribuent aussi au déclin du papillon.
Parmi les autres hypothèses avancées, il y a le parasite Ophryocystis elektroscirrha, dont l'impact négatif affecterait plus les femelles que les mâles. Des programmes de science participative ont été mis sur pied pour étudier la répartition et l'abondance du monarque et des asclépiades, notamment Mission monarque au Canada et Monarch Larva Monitoring Project aux États-Unis.

### Réserve de biosphère du papillon monarque
La réserve de biosphère du papillon monarque est une aire protégée de 56 259 ha située au Mexique, dans les états du Michoacán et de México. Elle vise à protéger les principaux sites d'hivernage du papillon. Cette réserve a été inscrite au patrimoine mondial de l'UNESCO en 2008,.

### Philatélie
L'imago du Monarque figure sur un timbre de Nouvelle-Calédonie de 1967, sur un timbre du Vanuatu, sur un timbre de Cuba de 1991, sur un timbre du Canada de 1995 et sur une émission commune du Mexique et de la Jamaïque de 2016.
La chenille du Monarque a été représentée sur un timbre émis par les Postes Canada en 2009.